# ویلیار وسکی
ویلیار وسکی (استونیایی: Viljar Veski؛ زادهٔ ۲۹ آوریل ۱۹۸۶) بازیکن بسکتبال اهل استونی است.
از باشگاه‌هایی که در آن بازی کرده‌است می‌توان به باشگاه بسکتبال راکوره تارواس و باشگاه بسکتبال کالو اشاره کرد.